# Steeve Yago
Steeve Yago (Sarcelles, 16 december 1992) is een Frans-Burkinees voetballer die sinds 2012 onder contract staat bij het Franse Toulouse FC. Hij speelt doorgaans als centrale verdediger, maar kan ook opgesteld worden als rechtsachter. In 2013 maakte Yago zijn debuut in het Burkinees voetbalelftal.

## Clubcarrière
Yago is afkomstig uit de jeugdacademie van Toulouse (Toulouse B), van waaruit hij op 19 september 2012 doorstroomde naar de A-selectie. In het seizoen 2010/11 speelde hij zeven wedstrijden voor het tweede elftal van Toulouse in de vijfde divisie van Frankrijk; in het daaropvolgende jaar speelde hij op hetzelfde niveau zes competitieduels. Voor het hoofdelftal van Toulouse FC maakte Yago zijn debuut in het betaald voetbal op 25 augustus 2012. In de Ligue 1 speelde hij op die dag de volledige wedstrijd tegen AS Nancy (0–1 winst). Drie andere Afrikaanse voetballers, Aymen Abdennour (Tunesië), Cheikh M'Bengue (Senegal) en Jean-Daniel Akpa-Akpro (Ivoorkust) maakten ook deel uit van het basiselftal, dat dat seizoen als tiende zou eindigen in de competitie. In het seizoen 2012/13 kwam Yago tot 22 competitiewedstrijden; in het daaropvolgende seizoen kwam hij tot 24 optredens in de Ligue 1. Zijn positie als centrale verdediger deelt Yago in het seizoen 2014/15 onder meer met de Serviër Uroš Spajić, de Roemeen Dragoș Grigore, de Fransman Maxime Spano en de Zwitser François Moubandje.

## Interlandcarrière
Steeve Yago maakte op 23 maart 2013 zijn debuut in het Burkinees voetbalelftal in een kwalificatiewedstrijd voor het wereldkampioenschap voetbal 2014 tegen Niger (4–0 winst). In de 88ste minuut was hij de vervanger van Aristide Bancé. Hij speelde met Burkina Faso de play-offs tegen Algerije voor WK-kwalificatie, welke op één doelpunt verschil verloren werd. In januari 2015 was hij actief op het Afrikaans kampioenschap voetbal 2015 in Equatoriaal-Guinea, waar zijn land in de groepsfase uitgeschakeld werd.